# Durga Nagar Part-V
Durga Nagar Part-V è una città dell'India di 7.425 abitanti, situata nel distretto di Cachar, nello stato federato dell'Assam. In base al numero di abitanti la città rientra nella classe V (da 5.000 a 9.999 persone).

## Società

### Evoluzione demografica
Al censimento del 2001 la popolazione di Durga Nagar Part-V assommava a 7.425 persone, delle quali 3.722 maschi e 3.703 femmine. I bambini di età inferiore o uguale ai sei anni assommavano a 797, dei quali 402 maschi e 395 femmine. Infine, coloro che erano in grado di saper almeno leggere e scrivere erano 5.952, dei quali 3.049 maschi e 2.903 femmine.